# Dinera alticola
Dinera alticola är en tvåvingeart som beskrevs av Zhang, Wang och Liu 2006. Dinera alticola ingår i släktet Dinera och familjen parasitflugor.
Artens utbredningsområde är Nepal. Inga underarter finns listade i Catalogue of Life.